# Phytobia sasakawai
Phytobia sasakawai är en tvåvingeart som beskrevs av Spencer 1989. Phytobia sasakawai ingår i släktet Phytobia och familjen minerarflugor. Inga underarter finns listade i Catalogue of Life.